# بيرند بارليبين
بيرند بارليبين (بالألمانية: Bernd Barleben) مواليد 1940 في برلين، هو دراج ألماني سابق في صنف سباق الدراجات على المضمار. سبق أن شارك في دورة الألعاب الأولمبية الصيفية وفاز بميدالية أولمبية.

## الميداليات
| الميدالية | المسابقة                       |
| --------- | ------------------------------ |
| فضية      | الألعاب الأولمبية الصيفية 1960 |

## روابط خارجية
- بيرند بارليبين على موقع أرشيف الدراجات (الإنجليزية)
- بيرند بارليبين على موقع أوليمبيديا (الإنجليزية)